# Sonata per a violí i piano num. 2 (Brahms)
La Sonata per a violí i piano núm. 2 en la major, op. 100 («Thun» o «Meistersinger»), és una obra de Johannes Brahms composta mentre passava l'estiu de 1886 a Thun, a l'Oberland bernès, Suïssa. Fou estrenada a Viena el 2 de desembre de 1886 pel violinista Joseph Hellmesberger amb Brahms al piano.
Aquests anys foren un període productiu i refrescant per Brahms. El seu amic, el pastor i poeta suís Josef Victor Widmann (1842–1911), vivia a Berna i es van visitar mútuament. També va rebre la visita pel poeta Klaus Groth i la jove contralt alemanya Hermine Spies; tant Groth com Brahms estaven una mica enamorats de Spies. es va trobar tan animat per l'atmosfera i l'entorn afable que va arribar a dir que el lloc era "tan ple de melodies que cal ser prudent". En un espai curt de temps, va produir, a més d'aquesta Sonata per a violí, la Sonata per a violoncel núm. 2 en fa major, Op. 99, el Trio per a piano núm. 3 en do menor, op. 101, i diverses cançons.
La segona Sonata per a violí és la més curta, i és considerada com la més lírica de les tres sonates per a violí de Brahms. També és la més difícil de les tres amb un gran equilibri entre lirisme i virtuositat. Manté un humor radiant, feliç arreu de l'obra.

## Anàlisi musical
Consta de tres moviments, amb el moviment central que té la doble funció de moviment lent i, alhora, un scherzo:
1. Allegro amabile (la major)
2. Andante tranquillo — Vivace — Andante — Vivace di più — Andante — Vivace (fa major)
3. Allegretto grazioso (quasi andante) (la major)

En principi, és més una "Sonata per a piano i violí", que l'habitual de "Sonata per a violí i piano"; Brahms indicà que la part de piano era tan important com la part de violí. Així, va permetre que el piano anunciï el tema d'inicial. Les primeres tres notes del primer moviment són molt similars, tant en la melodia com en l'harmonia, a les primeres tres notes de la "Cançó del premi de Walther" (Morgendlich leuchtend im rosigen Schein) de l'òpera Die Meistersinger von Nürnberg de Richard Wagner. Tot i que eren rivals musicals, Brahms era un gran admirador de la música de Wagner, però si això fou un esment deliberat per part de Brahms, queda obert a l'especulació. Així i tot, la sonata ha estat subtitulada com a Sonata "Meistersinger". També, altres vegades se l'anomena Sonata "Thun" pel lloc on fou composta.
En la sonata apareixen motius musicals de tres de les cançons que Brahms va escriure aquell estiu amb la veu Hermine Spies en el seu cap la veu dels: "Wie Melodien zieht es mir leise durch den Sinn" (Op. 105/1) està present en el segon tema del primer moviment. "Immer leiser wird mein Schlummer" (Op. 105/2) i "Auf dem Kirchhofe" (Op. 105/4) surten en el moviment final. La cançó "Komm bald", Op. 97/5 també ha proporcionat inspiració temàtica en la sonata.
L'amic de Brahms, el poeta Josef Widmann, va escriure un poema per acompanyar la sonata.